# Akaflieg Karlsruhe AK-X
Die AK-X ist ein einsitziger Nurflügel-Segelflugzeugprototyp der Akaflieg Karlsruhe. Seit 2010 wird es von Studierenden des Karlsruher Instituts für Technologie (KIT) entwickelt. Ziel ist es, ein leistungsfähiges, gutmütiges Nurflügel-Segelflugzeug in der FAI-15-m-Klasse zu bauen.

## Projektbeginn und Motivation
Die Entwicklung konventioneller Segelflugzeuge ist bereits sehr weit fortgeschritten. Daher sind hinsichtlich der Flugleistung nur Detailverbesserungen möglich. Die Projektidee entstand Anfang 2010 mit dem Ziel, nach dem konventionellen Entwurf AK-8 ein neues, unkonventionelles Konzept umzusetzen.
Aufbauend auf den Erfahrungen früherer Nurflügel-Projekte wie der SB 13 und den Horten-Flugzeuge wurden zunächst mehrere Balsaholz- und CFK-Flugmodelle im Maßstab 1:4 erprobt. Dabei konnten die Flugeigenschaften durch konstruktive Änderungen iterativ verbessert werden. Anschließend entstand ein 1:2-Modell mit 7,5 m Spannweite, das über 75 Flüge absolvierte. Nach erfolgreicher Flugerprobung und einem Standschwingversuch am DLR Göttingen begann im Herbst 2015 der Bau des manntragenden Prototyps.

## Auslegung
Die AK-X ist als stark gepfeilter Nurflügel mit Winglets ausgelegt. Die Spannweite beträgt 15 Meter, die Flügelfläche ca. 10,2 m². Die maximale Flugmasse liegt bei 550 kg.
Für eine hohe Nickstabilität wurden 25° Pfeilung und eine geometrische Schränkung gewählt. Letztere soll in Verbindung mit dem nahezu rechteckigen Flügelgrundriss für ein gutmütiges Abrissverhalten sorgen. Eine dreiteilige Klappenanordnung übernimmt Querruder-, Höhenruder- und Wölbklappenfunktion. Die Winglets enthalten Seitenruder zur Steuerung um die Hochachse.
Im Rumpf hinter dem Piloten ist ein Gesamtrettungssystem eingebaut, wie es auch bei Ultraleichtflugzeugen verwendet wird.

## Rezeption
- Das Projekt AK-X gewann 2014 den Preis der Stiftung Wissen und Kompetenzen in der Kategorie „technisch orientierte Fragestellungen“[2]
- Das Projekt AK-X gewann 2014 den Innovationspreis der Alten Adler e. V.[3]
- Besprechung in aerokurier 09/2012[4]